# جان بابتيست بويدوفال
كان جان باتيست ألفونس ديشوفو دو بويدوفال (24 يونيو 1799- 30 ديسمبر 1879) الفرنسي عالم بحشرفيات الأجنحة، عالم النبات، وطبيب. 
كان واحدا من أشهر المتخصصين في الأمراض الجذعية في فرنسا، وكان المؤسس المشارك لـجمعية الحشرات في فرنسا. في حين اشتهر في الخارج بعمله في علم الحشرات، بدأ حياته المهنية في علم النبات، وجمع عددًا كبيرًا من عينات النباتات الفرنسية وكتب على نطاق واسع حول الموضوع طوال حياته المهنية، بما في ذلك الكتاب المدرسي النباتات الفرنسية في عام 1828.  في وقت مبكر من حياته المهنية، كان مهتمًا بـالخنافس وتعاون مع كل من جان تيودور لاكوردير وبييار أندريه لاتريل. كان أمين مجموعة بيير فرانسواز ماري أوغست دجين في باريس ووصف العديد من أنواع الخنافس، بالإضافة إلى الفراشات والعث، الناتجة عن رحلات الأسطرلاب، السفينة الاستكشافية التابعة لجان فرانسوا دو لابيروز. وكوكيل، للويس إيدور دوبري.
غادر باريس، حيث عاش ما يقرب من 60 عامًا، في عام 1875، للتقاعد في تيشفيل بالقرب من عائلته.  كان شقيقه أدولف أرماند ديشيفور دي بويسدوفال (26 سبتمبر 1801 - 1 مارس 1842)، وهو طبيب وخبير في الطبيعة ومسؤول صحي في تيشفيل.
تتواجد الدودة السلكية خاصته في متحف التاريخ الطبيعي بلندن وأنواع سوسية حقيقية في متحف بروكسل للتاريخ الطبيعي. تم بيع حرشفيات الأجنحة الخاصة به إلى تشارلز أوبرثور. وتوجد عث أبو الهول في متحف كارنيجي للتاريخ الطبيعي في بيتسبرغ، بنسلفانيا .

## أعمال
- جان باتيست ألفونس ديشوفو دو بويدوفال وجون إيتون لي كونتي، 1829-1837 التاريخ العام والرسوم التوضيحية لحرشفيات الجناح واليرقات من أمريكا الشمالية) التي نشرت في باريس. [2] تم تنفيذ العديد من الرسوم التوضيحية لهذا العمل من قبل جون أبوت. [3] لم يكتمل العمل حتى عام 1837.
- جان بابتيست ألفونس ديشيفور بويدوفال، وجول بيير رامبور، وأدولف هرقل دي جراسلين مجموعة أيقونية وتاريخية من اليرقات. أو، وصف وأرقام اليرقات الأوروبية، مع تاريخ تحولاتها وتطبيقاتها في الزراعة، باريس، مكتبة موسوعة روريت، 1832.
- جول دومون دو أورفيل. رحلة الأسطرلاب. الحيوانات الحشرية في أوقيانوسيا للدكتور بويدوفال. المجلد 1: حرشفيات الجناح (1832)؛ المجلد 2: الخنافس ،نصفيات الأجنحة ،مستقيمات وعرقيات الأجنحة ،غشائيات الأجنحة و ذوات الجناحين (1835).
- بوديفول، جي. بي.، مذكرات عن حرشفيات الجناح من مدغشقر وبوربون وموريشيوس. حوليات جديدة لمتحف التاريخ الطبيعي. باريس 2: 149-270. (1833) على الإنترنت هنا ونشرتها مكتبة روريت الموسوعية ،1833.[4]
- التاريخ الطبيعي للحشرات. الأنواع العامة لحرشفيات الجناح. تومي بريميير هيست. 1: 1-690 (1836)
- بوديفول، جي. بي.، 1852. حرشفيات الأجنحة من سجلات كاليفورنيا للجمعية الحشرية لفرنسا 10 (2): 275-324. حرشفيات الجناح في كالفورنيا.

## روابط خارجية
- ألوان بوديفول المائية
- أعمل بوديفول الرئيسية عبر الإنترنت في Gallica
- قاعدة بيانات NHM